# Deset hodin na lovu
Deset hodin na lovu (Dix Heures en chasse) je krátká satirická povídka francouzského spisovatele Julese Verna z roku 1881, která vyšla roku 1882 v jednom svazku s románem Zelený paprsek (Le rayon vert) v rámci cyklu Podivuhodné cesty (Les Voyages extraordinaires). 

## Děj
V povídce autor líčí, kterak byl pozván na lov do okolí Herissartu poblíž Amiensu a vyjadřuje své přesvědčení, že šlo o jeho první a zároveň poslední účast na takové akci. Nejprve velice břitce popisuje svou amatérskou přípravu a pak posměšně líčí samotný průběh lovu. Popisuje směšné hádky jeho účastníků o to, kdo se trefil a kdo ne, které vyvrcholí dokonce rvačkou a doživotním znepřátelením některých lovců. Jemu samotnému se podařilo trefit pouze klobouk četníka a zaplatit pokutu.

## Česká vydání
- Deset hodin na lovu, Bedřich Kočí, Praha 1907, přeložil Jan Bohuslav, vyšlo v jednom svazku společně s románem Zelený paprsek,
- Julius Verne jako lovec,  M. Knapp, Praha 1909, Besedy mládeže, číslo 356
- Na hon, časopis Rozkvět, Praha 1919, přeložil Jan Málek, ročník XII, čísla 4, 5, 6
- Deset hodin na lovu, Mustang, Plzeň 1995, vyšlo v jednom svazku společně s dalšími povídkami Doktor Ox & spol.,
- Deset hodin na lovu, Návrat, Brno, 2003, vyšlo v jednom svazku Drama v Mexiku společně s dalšími povídkami.